# Debed
Pour l’article homonyme, voir Debet (Lorri).
Le Debed (en arménien : Դեբեդ) ou Debeda (en géorgien : დებედა ou Tona (en azéri : Tona) est un cours d'eau qui coule en Géorgie et en Arménie, où il forme un canyon. Il est formé par la confluence du Dzoraget et du Pambak dans le marz de Lorri en Arménie, et se jette dans le fleuve Koura en Géorgie.
Le Debed passe dans la ville arménienne d'Alaverdi.